# Општина Језерско
Општина Језерско (словен. Jezersko) је једна од општина Горењске регије у држави Словенији. Седиште општине је насеље Згорње Језерско.

## Природне одлике
Рељеф: Општина Језерско налази се на северу државе, на граници са Аустријом. Општина се налази усред алпског планинског масива. Општином пружају се Камнишки Алпи. У средини се налази мала долина речице Кокре, која је погодна за живот и где су насеља општине.
Клима: У општини влада оштрија, планинска варијанта умерено континентална клима.
Воде: Главни водоток је речица Кокра. Сви остали мањи водотоци су притоке ове реке.

## Становништво
Општина Језерско је веома ретко насељена.

## Насеља општине
| - Згорње Језерско - Сподње Језерско |